# Australiska öppna 2019
Australiska öppna 2019 (engelska: 2019 Australian Open) var 2019 års första Grand Slam-turnering i tennis. Turneringen spelades i Melbourne Park i Melbourne, Australien mellan den 14 och 27 januari 2019. Detta var den 107:e upplagan av tävlingen. Turneringen var öppen för professionella spelare i singel, dubbel och mixed dubbel samt för juniorer och rullstolsburna spelare i singel och dubbel.
Detta var det första Australiska öppna sedan 1976 där sista set skulle avgöras i tiebreak, och det kom att användas i alla matchklasser. När sista setet har gått till 6–6 vinner den spelare matchen som först uppnår 10 poäng, men med en marginal på 2 poäng. 
För första gången användes möjligheten av en paus på 10 minuter efter tredje respektive andra setet för herrar respektive damer samt för juniorer på grund av det varma vädret. För de rullstolsburna var pausen 15 minuter.

## TV-sändningar
Från Sverige följdes tävlingarna på Eurosport. Tidsskillnaden var vid tillfället CET +10 timmar.

## Tävlingar
Seedning av de tävlande framgår av respektive huvudartikel nedan.

### Seniorer

#### Herrsingel
Segrare:  Novak Đoković

#### Damsingel
Segrare:  Naomi Osaka

#### Herrdubbel
Segrare: Pierre-Hugues Herbert /  Nicolas Mahut

#### Damdubbel
Segrare:  Samantha Stosur /  Shuai Zhang

#### Mixed dubbel
Segrare: Barbora Krejčíková /  Rajeev Ram

### Juniorer

#### Pojksingel
Segrare:  Lorenzo Musetti

#### Flicksingel
Segrare:  Clara Tauson

#### Pojkdubbel
Segrare:  Jonáš Forejtek /  Dalibor Svrčina

#### Flickdubbel
Segrare:  Natsumi Kawaguchi /  Adrienn Nagy

### Rullstolsburna

#### Herrsingel
Segrare:  Gustavo Fernández

#### Damsingel
Segrare:  Diede de Groot

#### Herrdubbel
Segrare:  Joachim Gérard /  Stefan Olsson

#### Damdubbel
Segrare:  Diede de Groot /  Aniek van Koot